# Moenkhausia hemigrammoides
Moenkhausia hemigrammoides är en fiskart som beskrevs av Géry, 1965. Moenkhausia hemigrammoides ingår i släktet Moenkhausia och familjen Characidae. Inga underarter finns listade i Catalogue of Life.